# Henning Ørnbak
Henning Ørnbak, född 4 december 1925, död 25 oktober 2007, var en dansk filmregissör och manusförfattare, gift med Birgit Sadolin 1971–1985 och morfar till skådespelaren Nijas Ørnbak-Fjeldmose.
Hans första spelfilm var Vores lille by (1954). Bland hans övriga filmer märks Leif Petersen-filmatiseringen Det är natt för fru Knudsen (1971), deckaren Kun sandheden (1975) och TV-filmerna Farvel Thomas (1968) och Bella (1970), med manus av Leif Panduro, samt deckarserien Strandfyndet i sex delar (1978) som han regisserade tillsammans med Bent Christensen. Utöver sin gärning inom film och TV arbetade Ørnbak även med teater.